# Hesperomeles obtusifolia
Hesperomeles obtusifolia es un arbusto de la familia Rosaceae nativo de América del Sur, comúnmente llamado cerote o espino de páramo.

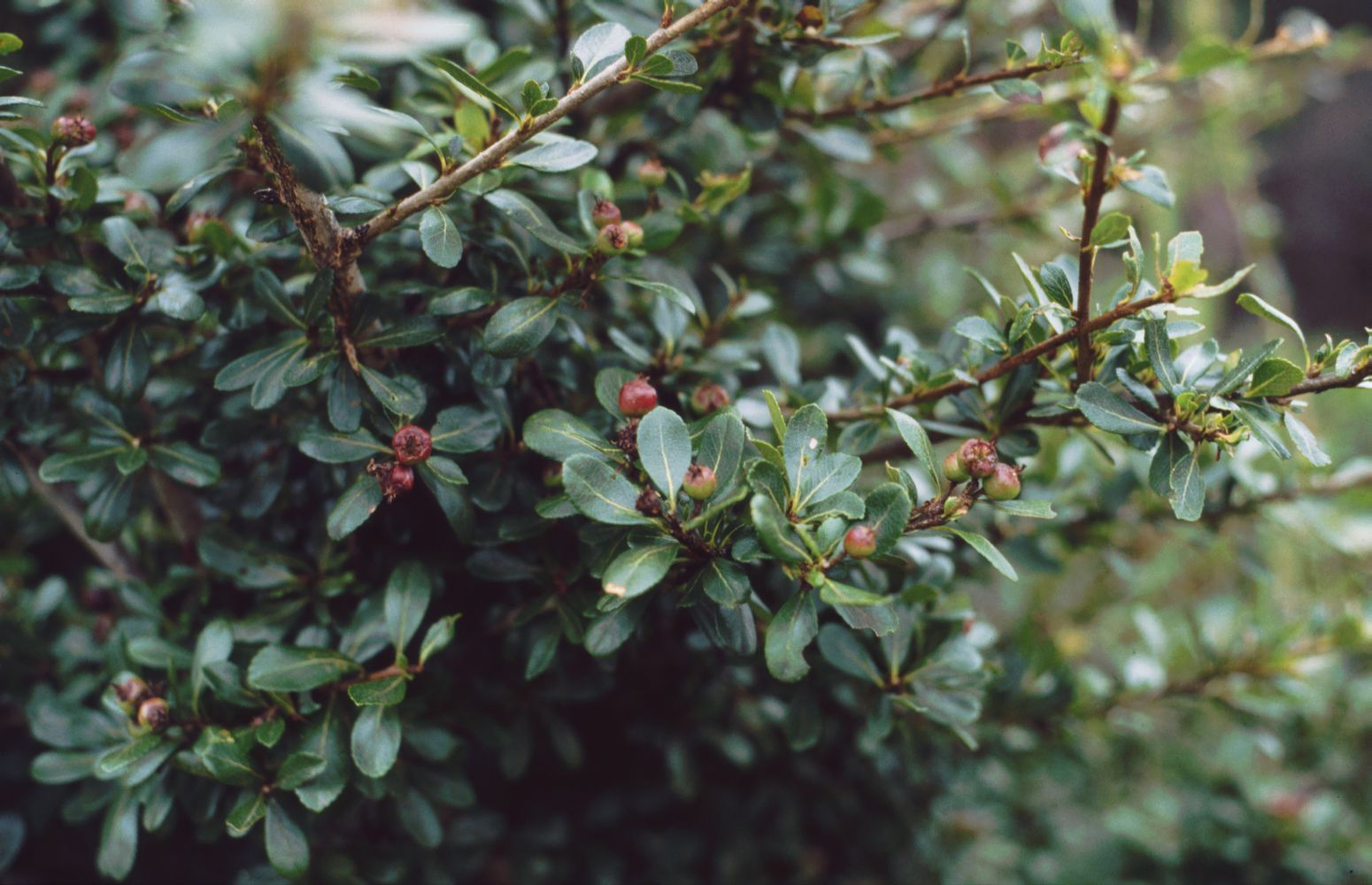
Frutos

## Descripción
Es un arbusto de 3 a 4 m de alto. Con ramas glabras, usualmente terminan en espinos. Estípulas subuladas, glabrescentes, inconspicuas o caducas. Hojas  alternas, simples; pecíolo de 0,8–3 mm de largo; lámina lanceolada, de 7–12 x 3–7&nbap;mm, coriácea, glabra, margen crenado; venación reticulada, conspicua en el envés. Inflorescencias en cimas terminales, subsésiles, dos a cinco flores o flores solitarias; flores bisexuales, pentámeras, bracteadas; hipantio subagudo a infundiliforme; cáliz gamosépalo hacia la base, lobulado hacia el ápice, más o menos valvado; corola blanca usualmente con manchas rosadas o rojas, pétalos libres, elípticos a ovados, erosos, glabros; de dieciocho a veinte estambres; disco tomentoso a villoso; ovario ínfero. Fruto pomo globoso, rojo a negro; testa de la semilla delgada.

## Distribución
Es nativa de América del Sur Occidental, se puede encontrar en países como Bolivia, Colombia, Ecuador, Perú y Venezuela.

### Ubicación
Esta especie se encuentra en zonas de subparamo entre los 1500 y 2500 m s. n. m. Colombia, Perú y Bolivia son los países donde hay mayor cantidad de esta planta.

## Propiedades
la fruta tiene gran contenido de carbohidratos fundamentales en la dieta humana; es por esto que se considera a esta fruta silvestre un alimento que podría reemplazar alimentos básicos para el hombre.

## Usos
Frutos silvestres comestibles, el cual se utiliza para elaborar mermeladas, entre otras preparaciones.  
Usos medicinales, la infusión de las hojas o de los frutos sirve para tratar problemas renales, afecciones del hígado, nervios, dolor de cabeza y estómago, y en baños durante el posparto. 
Con la madera se fabrican arados, telares, muebles y se construyen viviendas. La planta en cocción sirve para teñir la ropa.
Uso como planta ornamental en setos y cercos vivos, barreras contra heladas.
Barreras antiganado, y uso como protección de nacimientos y márgenes de quebradas.